# اندیس شمال رودخانه داورزن
شمال رودخانه داورزن یک اندیس فلزی است که در حوالی شهر باشتین استان خراسان قرار دارد و مادهٔ معدنی موجود در آن، مس است.سنگ میزبان این اندیس هازبورژیت ، دونیت، سرپانتنیت است  در این اندیس، پاراژنز‌های پیریت یافت می‌شوند.